# IIe législature de l'Assemblée législative plurinationale
19 janvier 2015 - 3 novembre 2020
(5 ans, 9 mois et 15 jours)
Ire législature IIIe législature
Palais législatif
La IIe législature de l'Assemblée législative plurinationale est un cycle parlementaire de l'Assemblée législative plurinationale, parlement bicaméral de la Bolivie, réunissant la Chambre des députés et la Chambre des sénateurs. C'est la seconde législature, dénommée « Assemblée législative plurinationale », depuis l'adoption de la Constitution bolivienne de 2009.
La seconde législature de l'Assemblée plurionationale est nommée à l'issue des élections de 2014, réunie à partir du 19 janvier 2015 et devait se terminer le 22 janvier 2020. Néanmoins, le 17 janvier, soit quelques jours avant la fin de la législature et dans le contexte de la présidence par intérim de Jeanine Áñez, le Tribunal constitutionnel prolonge son mandat et celui du Parlement élu en 2014 jusqu'à l'investiture des nouvelles autorités élues[réf. à confirmer]. En raison de la progression de la pandémie de Covid-19 en Bolivie et du confinement total décrété, le Tribunal suprême de justice décide le 22 mars de reporter sine die le scrutin. Les différents partis parviennent début juin à un accord fixant le scrutin au 6 septembre. La hausse des cas de personnes affectées entraîne cependant un nouveau report au 18 octobre.
Dans ce contexte, et celui de l'élection de 2020, le 18 octobre 2020, la seconde Assemblée législative se clôt le 3 novembre 2020, lorsque la troisième débute.

## Contexte
À l'issue des élections boliviennes de 2014. Le Mouvement vers le socialisme conserve sa majorité dans les deux chambres et les deux tiers de l'Assemblée législative. L'opposition, représentée par la coalition de l'Unité démocrate, remporte 29 sièges supplémentaires à la Chambre des députés comparé à la Ire législature, et obtient 9 sénateurs pour la première fois. Quant à l'opposition du Parti démocrate-chrétien, elle fait irruption pour la première fois à l'Assemblée avec 10 députés et 2 sénateurs.

## Composition de l'exécutif

### Président de la République
Élu lors de l'élection présidentielle de 2005 avec 53,7 % des suffrages. En 2009, il est réélu avec 64,1 % des voix, tandis que son parti obtient la majorité absolue dans les deux Chambres, puis en 2014 avec 61,4 %. En 2016, il perd un référendum constitutionnel devant lui permettre de briguer un quatrième mandat présidentiel, mais une décision controversée du Tribunal constitutionnel, passant outre ce référendum, l'y autorise. Candidat à l’élection présidentielle de 2019, il est réélu avec 47,1 %, mais se résout à la tenue d’un nouveau scrutin après des manifestations de masse et finalement contraint à la démission à la suite du maintien des manifestations et de nombreuses violences dans le pays.

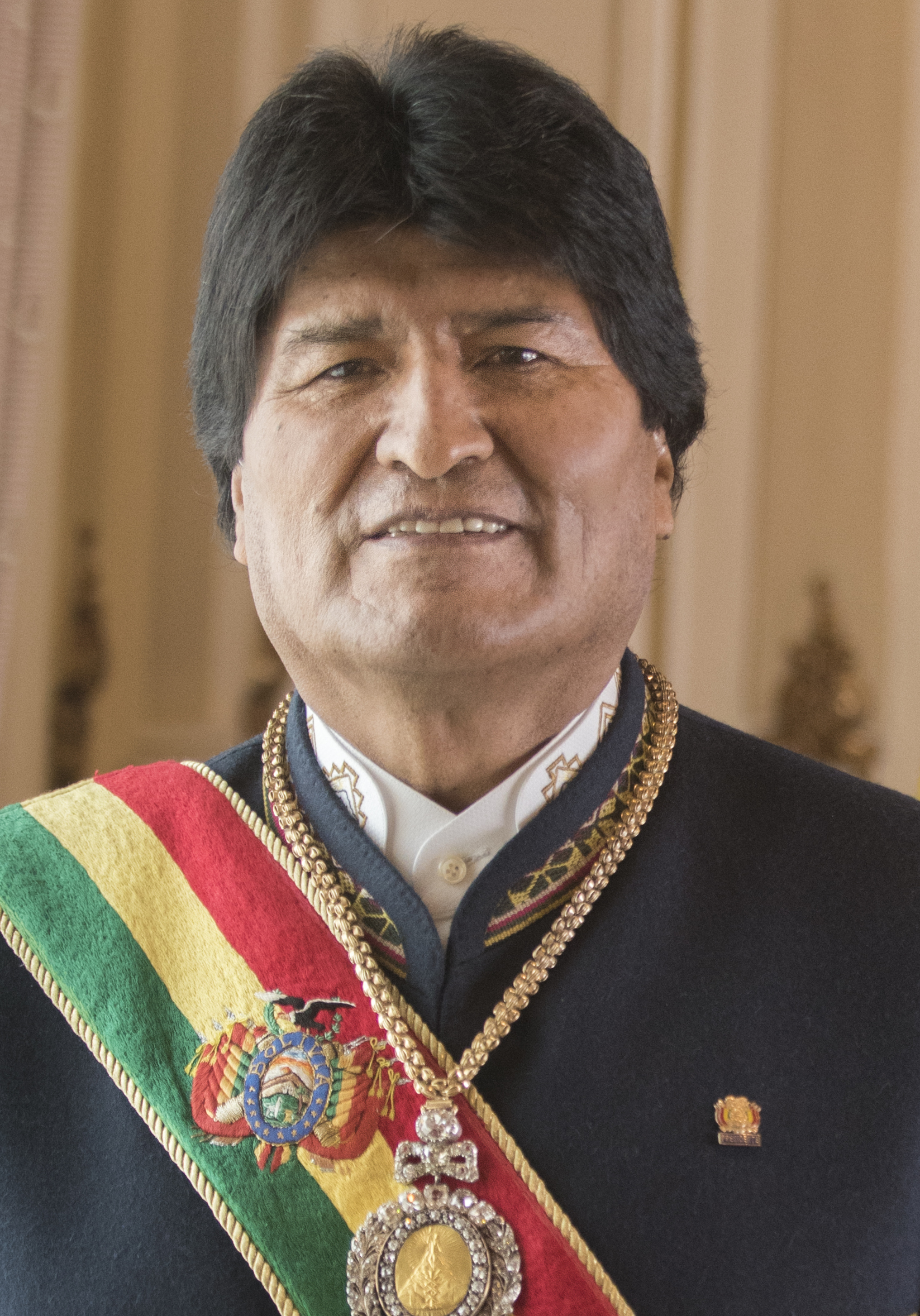
Evo Morales, président entre le 22 janvier 2006 et 10 novembre 2019. (13 ans, 9 mois et 19 jours)

Jeanine Áñez accède à la présidence de l'État après la démission du président Evo Morales et de ses successeurs constitutionnels, soit le vice-président Álvaro García Linera et le président de la Chambre des députés Víctor Borda,. Le premier vice-président de la Chambre des sénateurs, Rubén Medinaceli, démissionne également. La présidente du Sénat, Adriana Salvatierra, deuxième dans l'ordre de succession après le vice-président de l'État, affirme cependant ne pas avoir démissionné et avoir été empêchée d’accéder au Parlement,. Dans ces circonstances mouvementées, Jeanine Áñez, deuxième vice-présidente de la Chambre des sénateurs, avise être la successeure d'Evo Morales. En l'absence de ses deux supérieurs à cette chambre, Áñez justifie son accession à la présidence de cette chambre pour ensuite pouvoir automatiquement aspirer à la succession de la présidence de l'État. 

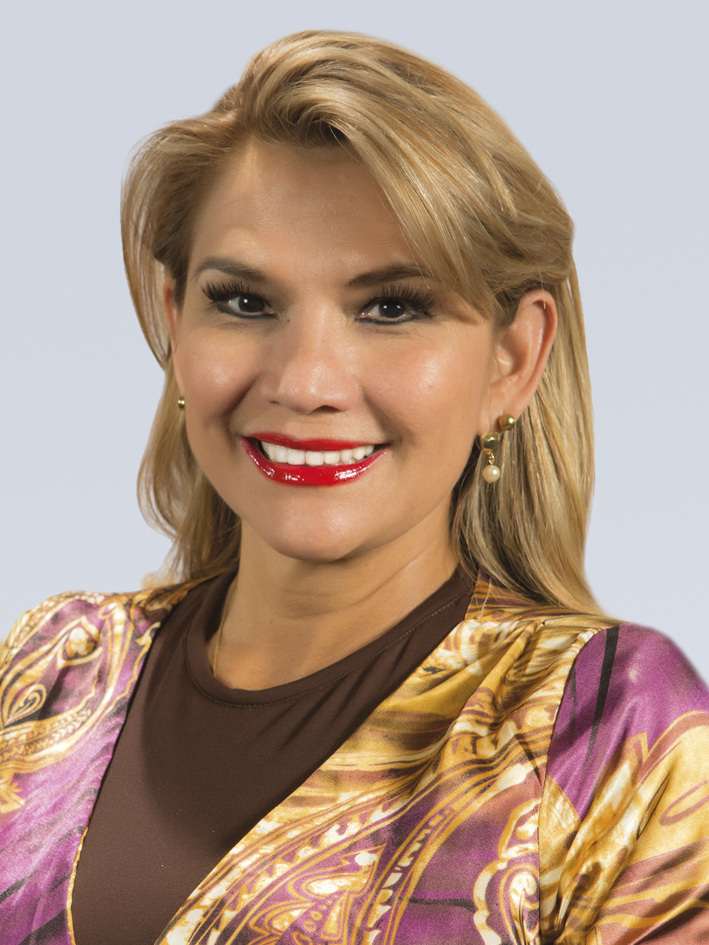
Jeanine Áñez, présidente entre le 12 novembre 2019 et 8 novembre 2020. (11 mois et 27 jours)

Courant septembre, Jeanine Áñez est donnée en perte de vitesse dans les sondages. Devant le risque grandissant d'une division des voix des électeurs de droite, elle annonce le 17 septembre se retirer de la course à la présidence. Elle a été ainsi affaiblie par sa mauvaise gestion de la pandémie de Covid-19 et de ses conséquences économiques, ainsi que par son usage à outrance de symboles catholiques et ses tentatives de poursuites judiciaires envers les cadres du MAS,,. Le Tribunal suprême électoral doit prendre une décision au sujet de cette annonce alors que des bulletins de vote ont été imprimés dans certaines localités.
Le 18 octobre 2020 ont finalement lieu les élections générales. Le MAS l'emporte avec 55,1 % des voix. Luis Arce entre en fonction le 8 novembre suivant.

## Groupes parlementaires

### Chambre des députés
|         |     |     | Députés |
| Membres |     |     |         |
| ------- | --- | --- | ------- |
|         | MAS | MAS | 88      |
|         | UD  | UD  | 37      |
|         | PDC | PDC | 10      |

### Chambre des sénateurs
|         |     |     | Sénateurs |
| Membres |     |     |           |
| ------- | --- | --- | --------- |
|         | MAS | MAS | 25        |
|         | UD  | UD  | 9         |
|         | PDC | PDC | 2         |

## Bureau de l'Assemblée
| Assemblée législative plurinationale                | Assemblée législative plurinationale | Assemblée législative plurinationale | Assemblée législative plurinationale | Assemblée législative plurinationale | Assemblée législative plurinationale | Assemblée législative plurinationale | Assemblée législative plurinationale | Assemblée législative plurinationale |
| Fonction                                            | Vice President                       | Vice President                       | Groupe                               | Groupe                               | Circonscription                      | Durée                                | Durée                                | Durée                                |
| Fonction                                            | Vice President                       | Vice President                       | Groupe                               | Groupe                               | Circonscription                      | Début                                | Fin                                  | Durée                                |
| --------------------------------------------------- | ------------------------------------ | ------------------------------------ | ------------------------------------ | ------------------------------------ | ------------------------------------ | ------------------------------------ | ------------------------------------ | ------------------------------------ |
| President de l'Assemblée législative plurinationale |                                      | Vacant                               |                                      |                                      |                                      | 10 novembre 2019                     | 8 novembre 2020                      | 11 mois et 29 jours                  |
| President de l'Assemblée législative plurinationale |                                      | Álvaro García Linera                 |                                      | MAS                                  | La Paz                               | 22 janvier 2006                      | 10 novembre 2019                     | 13 ans, 9 mois et 19 jours           |
| Liste des présidents de la Chambre des sénateurs    |                                      |                                      |                                      |                                      |                                      |                                      |                                      |                                      |
| Fonction                                            | Sénateur                             | Sénateur                             | Groupe                               | Groupe                               | Circonscription                      | Durée                                | Durée                                | Durée                                |
| Fonction                                            | Sénateur                             | Sénateur                             | Groupe                               | Groupe                               | Circonscription                      | Début                                | Fin                                  | Durée                                |
| Présidence de la Chambre des sénateurs              |                                      | Eva Copa                             |                                      | MAS                                  | La Paz                               | 15 novembre 2019                     | 4 novembre 2020                      | 11 mois et 20 jours                  |
| Présidence de la Chambre des sénateurs              |                                      | Jeanine Áñez (intérim)               |                                      | MDS                                  | Beni                                 | 10 novembre 2019                     | 12 novembre 2019                     | 2 jours                              |
| Présidence de la Chambre des sénateurs              |                                      | Adriana Salvatierra                  |                                      | MAS                                  | Santa Cruz                           | 18 janvier 2019                      | 10 novembre 2019                     | 9 mois et 23 jours                   |
| Présidence de la Chambre des sénateurs              |                                      | Milton Barón                         |                                      | MAS                                  | Chuquisaca                           | 16 août 2018                         | 18 janvier 2019                      | 2 ans, 5 mois et 2 jours             |
| Présidence de la Chambre des sénateurs              |                                      | José Alberto Gonzales                |                                      | MAS                                  | La Paz                               | 19 janvier 2015                      | 14 août 2018                         | 3 ans, 6 mois et 26 jours            |
| Liste des présidents de la Chambre des députés      |                                      |                                      |                                      |                                      |                                      |                                      |                                      |                                      |
| Fonction                                            | Député                               | Député                               | Groupe                               | Groupe                               | Circonscription                      | Durée                                | Durée                                | Durée                                |
| Fonction                                            | Député                               | Député                               | Groupe                               | Groupe                               | Circonscription                      | Début                                | Fin                                  | Durée                                |
| Présidence de la Chambre des députés                |                                      | Sergio Choque                        |                                      | MAS                                  |                                      | 14 novembre 2019                     | 8 novembre 2020                      | 11 mois et 25 jours                  |
| Présidence de la Chambre des députés                |                                      | Víctor Borda                         |                                      | MAS                                  | Potosí                               | 22 janvier 2019                      | 10 novembre 2019                     | 9 mois et 19 jours                   |
| Présidence de la Chambre des députés                |                                      | Gabriela Montaño                     |                                      | MAS                                  | Santa Cruz                           | 22 janvier 2015                      | 22 janvier 2019                      | 4 ans                                |

## Composition

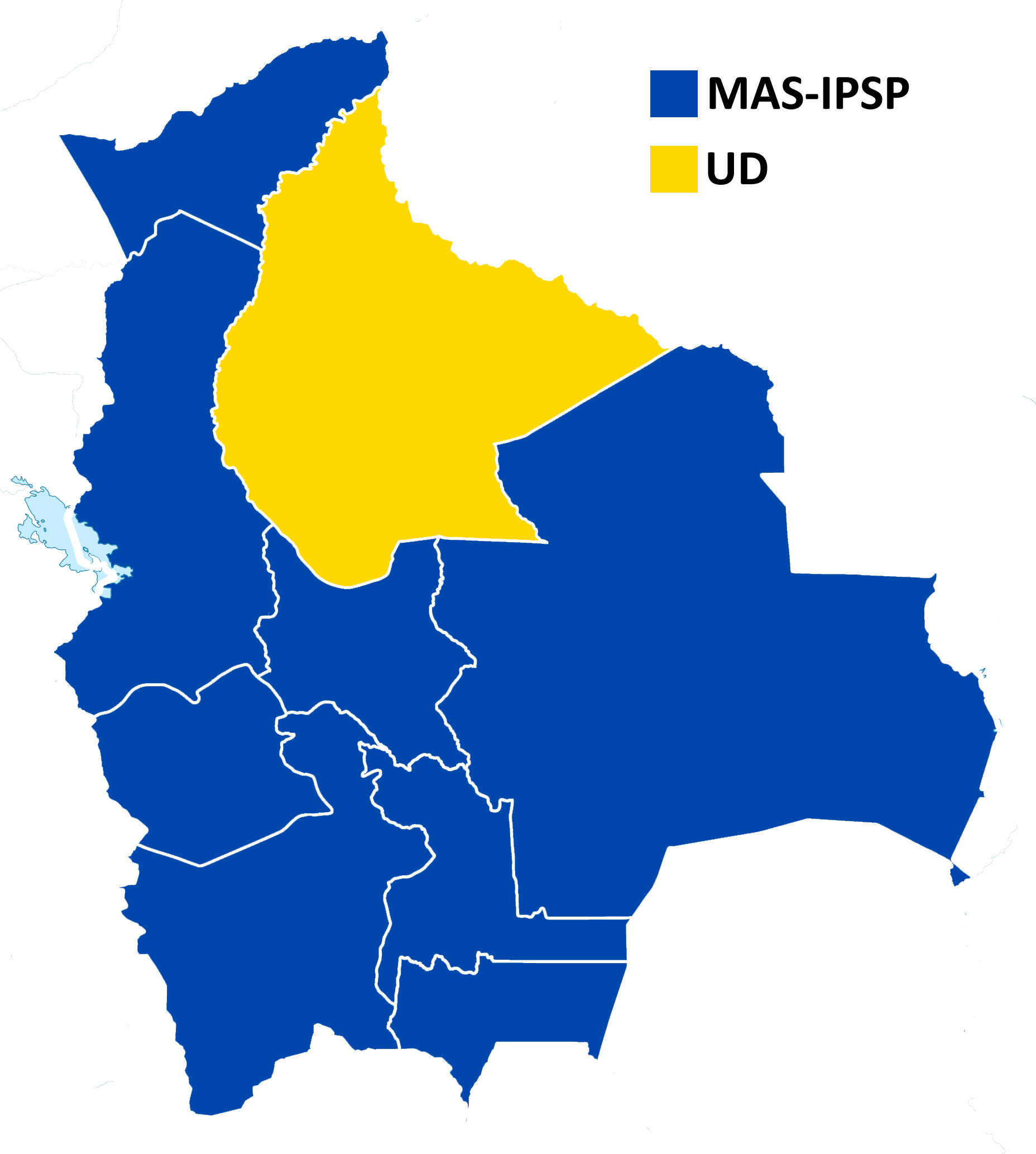
Partis arrivé en tête aux élections de 2014 par départements.

### Chambre des députés
La Chambre des députés est composée de 130 députés.  Lors des élections boliviennes de 2014, le Mouvement vers le socialisme remporte 88sièges sur 130, lui assurant une très grande majorité. La coalition de l'Unité démocrate remporte 32 sièges, soit 29 de plus par rapport à l'élection de 2009 et le parti démocrate-chrétien remporte 10 sièges.

### Chambre des sénateurs
La Chambre des sénateurs est composée de 36 sénateurs. Chaque département se voit attribuer 4 sièges pour sa représentation. Lors des élections boliviennes de 2014, le Mouvement vers le socialisme remporte 25 sièges sur 36. La coalition de l'Unité démocrate remporte 9 sièges et le parti démocrate-chrétien remporte 2 sièges.